# Ministerverantwortlichkeit in Deutschland
Die Ministerverantwortlichkeit in Deutschland findet sich bereits in den frühen Verfassungen Süddeutschlands (ab 1808). Allerdings blieb in Deutschland wie in anderen Ländern meist wenig geregelt, wie die Ministerverantwortlichkeit konkret wirksam werden sollte. Eine eigentliche, nämlich politisch-parlamentarische Ministerverantwortlichkeit sahen erst die Verfassungsordnungen der Frankfurter Nationalversammlung 1848/1849 vor, in denen das Parlament einen Minister anklagen konnte, auch aus politischen Gründen.
Im Norddeutschen Bund und im Deutschen Kaiserreich (1867–1918) besagte die Verfassung nur, dass der Bundeskanzler bzw. Reichskanzler verantwortlich sei. Es fehlte eine Bestimmung, wem gegenüber, und wie ein Regierungsmitglied zur Verantwortung gezogen werden konnte. Allerdings fehlten solche Bestimmungen auch in anderen Verfassungen von konstitutionellen Monarchien der damaligen Zeit. Die Durchsetzung der parlamentarischen Regierungsweise, bei der das Parlament letztlich über die Zusammensetzung der Regierung entscheidet, hing nicht so sehr vom Verfassungstext, sondern von der Verfassungswirklichkeit ab.
Erst 1917 setzte sich die parlamentarische Ministerverantwortlichkeit in Deutschland durch, und im Oktober 1918 wurde sie auch durch die Oktoberreformen formell in der Verfassung festgeschrieben. Die Minister (Staatssekretäre der Reichsämter) mussten das Vertrauen des Reichstags haben. Ähnlich war es in der Weimarer Republik (1919–1933): Das Staatsoberhaupt setzte die Regierung ein, aber bei Verlangen des Reichstags mussten die Minister zurücktreten. In der Bundesrepublik Deutschland (ab 1949) ist es sowieso das Parlament, das den Regierungschef (und damit indirekt die Minister) wählt und durch einen Nachfolger ersetzt.

## Vormärz und Preußen 1850
Die bayerische Verfassung von 1808 war die erste in Deutschland, die eine Verantwortlichkeit der Minister bestimmte, und zwar gegenüber dem Monarchen. Ein Minister bedurfte des Vertrauens des Monarchen und durfte nicht die Verfassung verletzen oder die Gesetze in mangelhafter Weise vollziehen. Es fehlten allerdings Regelungen, wie dies konkret geltend gemacht werden konnte. Auch die Gründungsdokumente des Deutschen Bundes (1815/1820) enthielten keine Bestimmungen, dass in einem Staat etwa ein Minister vor einer Volksvertretung verantwortlich sein müsste. Die Volksvertretung sollte nur bei Gesetzgebung und Steuerbewilligung mitwirken (Landständische Verfassung).
Im Laufe der Entwicklung setzte es sich in einigen deutschen Staaten durch, dass ein Parlament zumindest theoretisch das Recht hatte, einen Ausschuss einzusetzen, der das Handeln der Regierung untersuchte. Laut preußischer Verfassung von 1850 war es allein der Monarch, der Minister ernannte und entließ. Das Parlament durfte Untersuchungsausschüsse einrichten, und die Staatsrechtslehre sah die Regierung als dem Parlament gegenüber verantwortlich an. Praktisch blieb dies wirkungslos, da keine Ausführungsbestimmungen erlassen wurde. Das Parlament sollte ferner nicht über ein Misstrauensvotum abstimmen dürfen.

## Revolutionäres Deutsches Reich 1848/1849

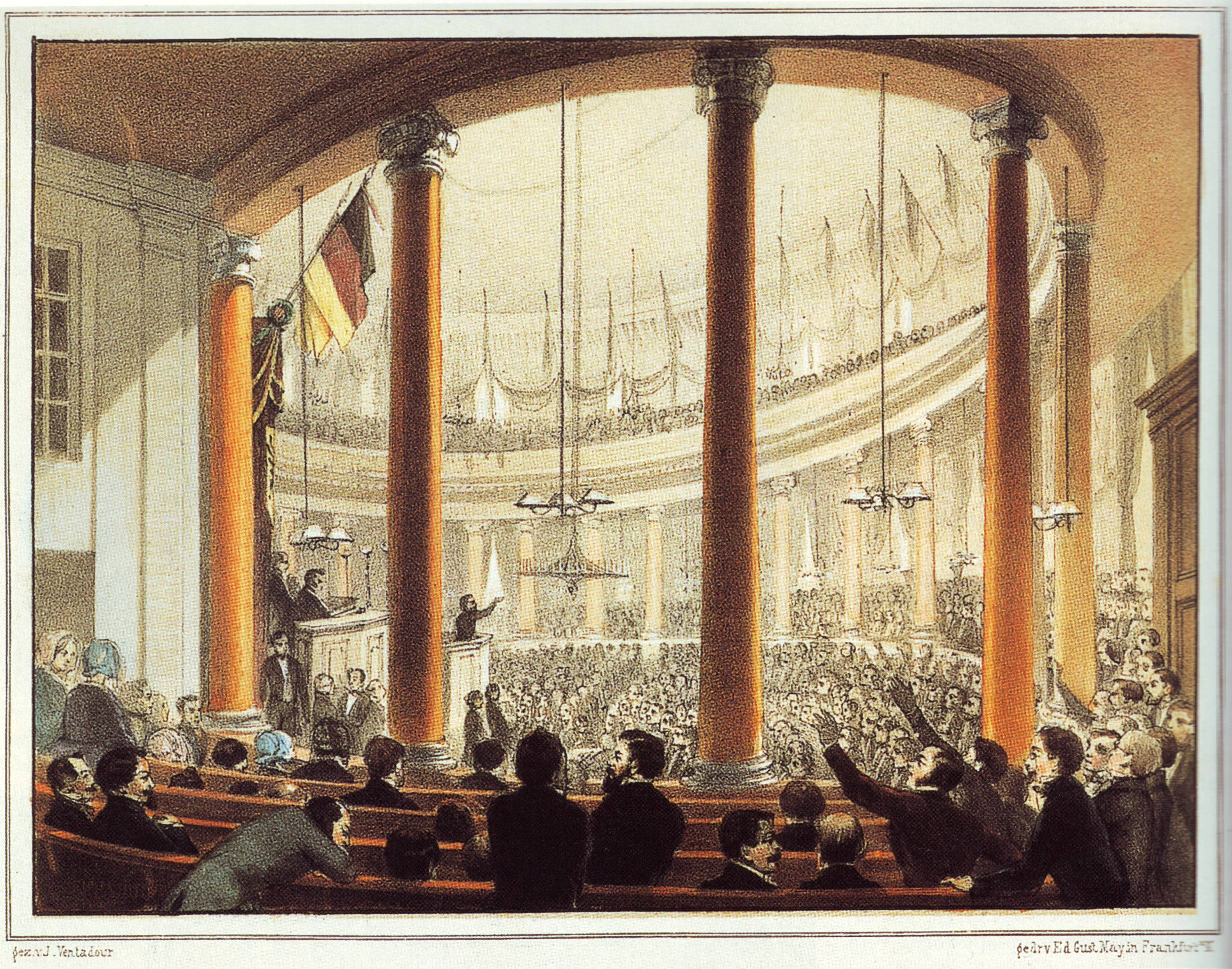
Die Nationalversammlung in der Frankfurter Paulskirche

Die Frankfurter Nationalversammlung schuf zwei Verfassungsordnungen. Davon war eine provisorisch, kam aber schon zur Anwendung. Sie basierte auf dem Zentralgewaltgesetz und dem Reichsgesetz betreffend die Verkündung der Reichsgesetze und der Verfügungen der provisorischen Zentralgewalt. Nicht nur schrieb das Zentralgewaltgesetz die Verantwortlichkeit der Minister gegenüber der Nationalversammlung vor, es bürgerte sich tatsächlich ein, dass das Ministerium (die Regierung) zurücktrat, wenn es das Vertrauen der Nationalversammlung verloren hatte.
Die zweite Verfassungsordnung wurde als Frankfurter Reichsverfassung bekannt. Nach Ansicht der Nationalversammlung und über 28 Staaten war sie rechtskräftig. Da aber die beiden mächtigsten Staaten, Österreich und Preußen, sie aktiv bekämpften, blieb sie letztlich unverwirklicht. Die Reichsverfassung sah eine gewisse Verantwortlichkeit der Minister auf Reichs- wie auf Landesebene vor, die durch eine Ministerklage geltend gemacht werden konnte.

### Provisorische Zentralgewalt

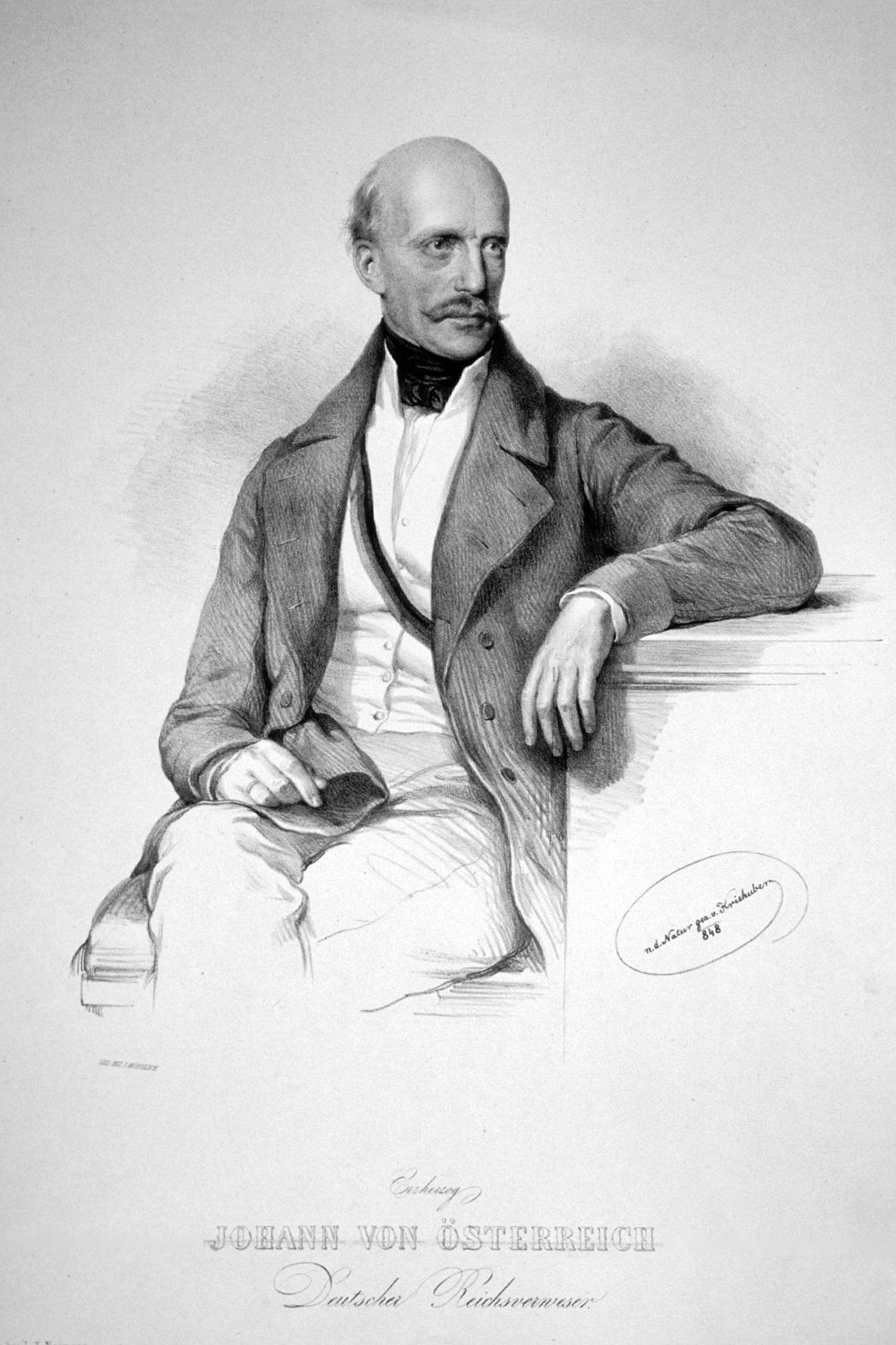
Erzherzog Johann von Österreich, als Reichsverweser das provisorische deutsche Staatsoberhaupt, im Jahre 1848

Die provisorische Verfassungsordnung sah einen Reichsverweser vor, der Minister ernannte. Laut § 6 des Zentralgewaltgesetzes war der Reichsverweser unverantwortlich (wie ein Monarch), die gegenzeichnenden Minister gegenüber der Nationalversammlung verantwortlich. Die Minister mussten auf Verlangen der Nationalversammlung erscheinen und Auskunft erteilen. Sie durften (anders als der Reichsverweser) gleichzeitig der Nationalversammlung angehören.
Das Gesetz besagt nicht ausdrücklich, dass die Minister auf Verlangen der Nationalversammlung zurücktreten mussten. In den Beratungen zum Gesetz zögerte vor allem das rechte Zentrum, die parlamentarische Ministerverantwortlichkeit allzu konkret festzuschreiben. Das wäre nach den Erfahrungen des Vormärz Neuland gewesen; die Liberalen fürchteten, dass eine parlamentarische Regierungsweise das höhere Bürgertum gefährdet hätte, da beim allgemeinen und gleichen Wahlrecht von einer Mehrheit der Demokraten auszugehen war. Zwar kündigten viele europäische Verfassungen, auch deutsche, ein Gesetz über die konkrete Ausgestaltung der Ministerverantwortlichkeit an, doch hatte der Konstitutionalismus auf dem Kontinent ein solches Instrument noch nicht ausgebildet. Das englische impeachment war nicht schriftlich fixiert.

### Ausschuss-Entwurf
Am 1. Juli 1848 bildete die Nationalversammlung einen Ausschuss, um ein Gesetz über die Ministerverantwortlichkeit zu entwerfen. Dieser Entwurf lag Mitte August vor, es war die Absicht, die endgültige Regelung im Deutschen Reich bereits festzulegen. Der Ausschuss unterschied zwischen:
- einer moralischen Verantwortlichkeit, die selbst formal Unverantwortliche traf;
- einer parlamentarischen, die speziell für das Regierungshandeln von Ministern galt. Gedacht war an Abstimmungen im Parlament, die zeigen sollten, dass der Minister nicht das Vertrauen des Volkes habe. Ein Mann von Ehre müsse dann zurücktreten; diese Verantwortlichkeit wurde also immer noch als Frage des politischen Stils gesehen.
- einer konstitutionellen, bei förmlichen Dienstvergehen, Pflichtverletzungen und Unterlassungen. Das Parlament muss dann die Möglichkeit haben, den Minister tatsächlich zum Rücktritt zu zwingen.
- einer strafrechtlichen, wie sie für alle Staatsbürger galt.[4]

Der Ausschuss begnügte sich mit der konstitutionellen Ministerverantwortlichkeit, aber weil sein Entwurf umfassend formuliert war, wäre auch eine nur politisch motivierte Anklage möglich gewesen:
§ 4: „Die Anklage eines Ministers kann erhoben werden wegen jeder von ihm verübten Handlung oder ihm zur Last liegenden Unterlassung, welche die Sicherheit oder Wohlfahrt des deutschen Bundesstaats beeinträchtigt.“
Hierunter waren auch Fahrlässigkeit oder die Nichtausführung von Beschlüssen des Parlaments zu verstehen. Der Entwurf entsprach also den Wünschen der Linken, die im Plenum eine größtmögliche Verantwortlichkeit gefordert hatten, obwohl ihr Antrag abgelehnt worden war. Das Parlament konnte jederzeit einen Minister oder alle Minister stürzen, nur war das Verfahren mit dieser Anklage komplizierter als bei einem gewöhnlichen Misstrauensvotum.
Der Ablauf des Anklageverfahrens hätte so ausgesehen: Für einen Antrag brauchte man die Unterstützung von mindestens 25 Abgeordneten. Nach drei Tagen musst er auf die Tagesordnung kommen, und das Parlament konnte ihn sofort ablehnen oder einen entsprechenden Ausschuss einsetzen. Der Parlamentsausschuss hätte beispielsweise Zeugen befragt. Über die Anklage entschied dann wieder das Parlament. Der eigentliche Prozess fand vor einem Reichsgericht statt.
Im Ausschuss herrschte erwartungsgemäß Uneinigkeit über den Entwurf, und die Nationalversammlung beschloss am 31. August, die seine Behandlung zu vertagen. Sie würde viel Zeit kosten, für ein Gesetz, das in der Praxis sowieso kaum wirksam sein würde. Im November hieß es, die wichtigste Frage sei, ob im Reichsgericht Geschworene oder Berufsrichter tätig sein sollten, und dies würde man später bei der Behandlung des Reichsgerichts besprechen.

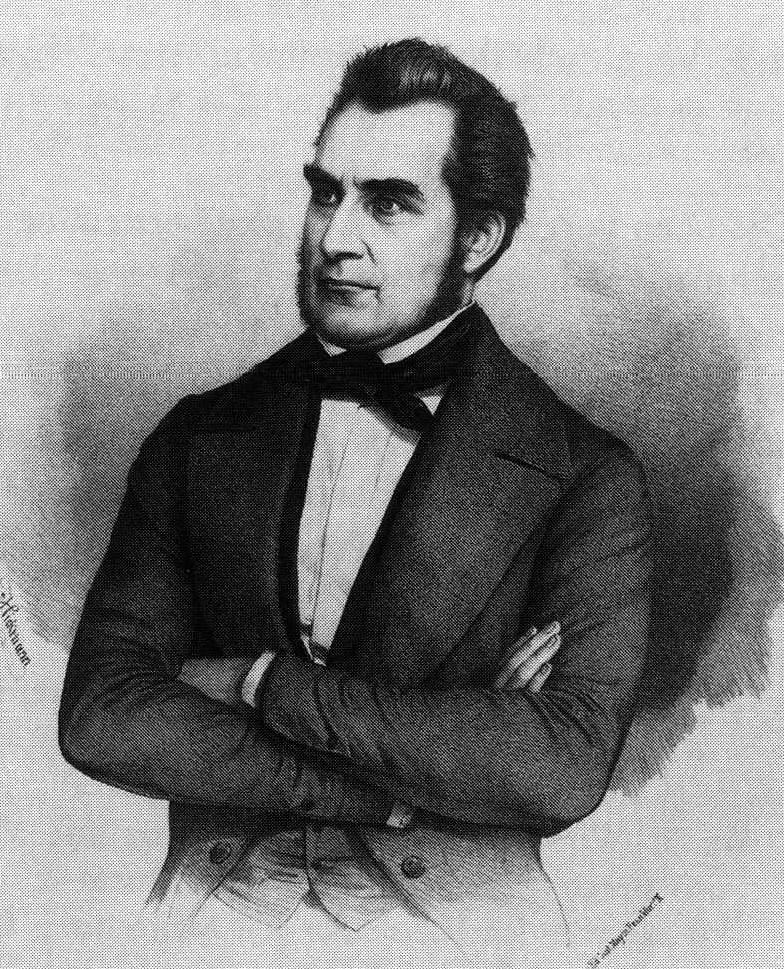
Reichsministerpräsident 1848/49: Heinrich von Gagern vom rechten Zentrum

Das erste Kabinett vom 15. Juli stellte der Reichsverweser bzw. der Minister Schmerling im Wesentlichen noch selbst zusammen, auch wenn sich unter den Ministern mehrere Abgeordnete der Nationalversammlung befanden. Im September stimmte die Nationalversammlung gegen den Waffenstillstand von Malmö, obwohl das Ministerium angekündigt hatte, in diesem Fall zurückzutreten. Das Ministerium kehrte danach aber relativ wenig verändert zurück, nachdem niemand anders ein neues hatte zusammenstellen können.
Das erste rein parlamentarische Ministerium in der gesamtdeutschen Geschichte, das Kabinett Gagern, kam im Dezember 1848 bzw. Januar 1849 zustande, nach schwierigen Verhandlungen zwischen den Regierungsfraktionen. Der Reichsverweser hatte dabei keinen Einfluss. Der neue Reichsministerpräsident Heinrich von Gagern legte am 18. Dezember sein Regierungsprogramm vor, für das er am 3. Januar eine Mehrheit von 261:227 Stimmen erhielt. Ohne diese Abstimmung hätte er kein Regierungschef sein können. Nicht dem Willen der Nationalversammlung entsprach hingegen das Ministerium von Gagerns Nachfolger. Der Reichsverweser hatte das konservative Kabinett Grävell eingesetzt, was einen (erfolglosen) Antrag für ein provisorisches Gesetz provozierte, das der Nationalversammlung das Recht geben sollte, Minister nach zwei Abstimmungen sofort abzuberufen.

### Frankfurter Reichsverfassung
Bereits der Verfassungsentwurf des Siebzehnerausschusses vom März/April 1848 hatte davon gesprochen, dass Minister die Verantwortlichkeit „für die Zweck- und Gesetzmäßigkeit“ der Regierungshandlung übernahmen. Zweckmäßigkeit bezog sich offensichtlich auf die parlamentarisch-politische Verantwortlichkeit. In der Nationalversammlung stritten sich Links und Rechts noch darüber, wie sehr sich das parlamentarische System bereits in Deutschland eingebürgert habe. Friedrich Christoph Dahlmann vom rechten Zentrum sah dies im Dezember 1848, nach den Ereignissen des Jahres bereits für gegeben; Carl Vogt von der Linken wunderte sich, wie man so etwas nach den Erfahrungen der letzten Monate glauben könne: Im Herbst hatten mehrere große Staaten wieder konservativere Minister eingesetzt.
Im Dezember 1848 traf die Nationalversammlung Vorentscheidungen über die Ministerverantwortlichkeit in der Verfassung, ohne genauere Bestimmungen zur Verwirklichung. Dies gelang ohne Protest der Rechten und Linken und ohne Diskussion, wohl, weil diese Auseinandersetzung dem geplanten Gesetz über die Ministerverantwortlichkeit vorbehalten sein sollte.

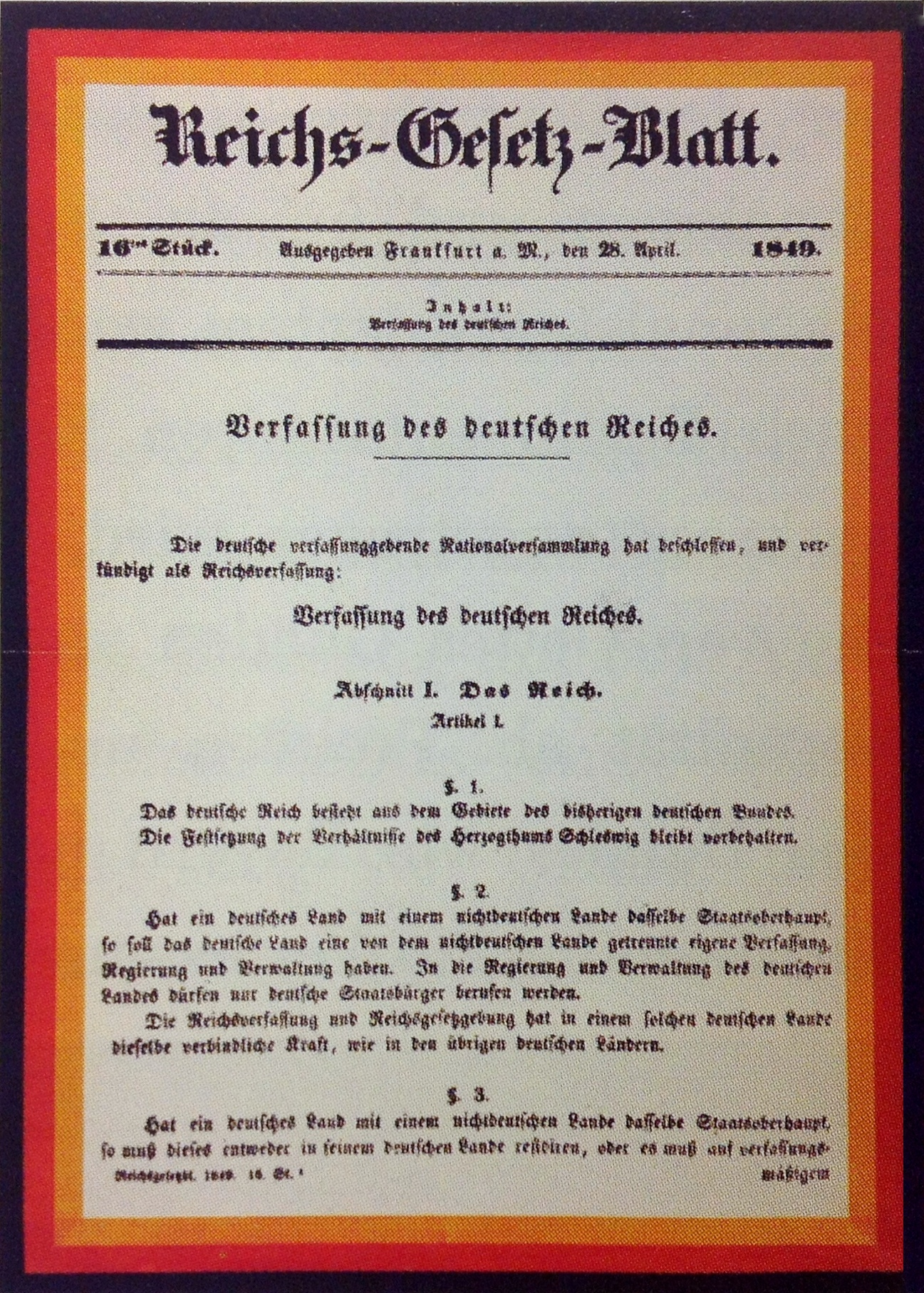
Die Reichsverfassung im Reichsgesetzblatt

Die Verfassung vom 28. März 1849 erklärt (§ 73) den Kaiser für unverletzlich, die von ihm ernannten, gegenzeichnenden Minister für verantwortlich. Ähnlich wie in der späteren Bismarckschen Verfassung von 1867/71 fehlt eine Angabe, wem genau die Minister verantwortlich sein sollten; das Parlament wird hier nicht erwähnt. Allerdings gibt es Hinweise, die auf eine Verantwortung der Minister dem Reichstage gegenüber schließen lassen, in „Abschnitt IV. Der Reichstag“ unter den Artikel IX und V. So heißt es in § 122, dass die Minister in der Verantwortung stehen,  „auf Verlangen jedes der Häuser des Reichstages in demselben zu erscheinen und Auskunft zu ertheilen [...]“ oder aber zu begründen, warum sie das nicht könnten; und in § 99 wird erwähnt: „Das Recht des Gesetzesvorschlages, [...], so wie der Anklage der Minister, steht jedem Hause zu.“ Ministeranklagen im Rahmen der ministeriellen Verantwortlichkeit erscheinen dann unter dem Abschnitt über die Aufgaben des Reichsgerichts (§ 126, i). Deutlicher ist die Verfassung in Bezug auf die Einzelstaaten: Laut § 186 nämlich sollten die Minister der deutschen Staaten „der Volksvertretung verantwortlich“ sein. Jede Kammer in den Ländern hatte das Recht zur Ministeranklage (§ 186). Der Prozess fand ebenfalls vor dem Reichsgericht statt (§ 126, k).
Die mehrmals erwähnte Ministerverantwortlichkeit sollte nach der Absicht der Reichsverfassung eine Schlüsselrolle spielen. Offen blieb, ob die Ministerverantwortlichkeit nur ein Verhalten betraf, das der Ministeranklage unterworfen werden konnte. Nach den Ausschussberichten musste man nicht nur an die Rechtsstaatlichkeit, sondern auch an die politische Zweckmäßigkeit denken. Bei Rechtsverstößen hätte die Ministeranklage als lex perfecta dazu geführt, dass der Minister von Gerichts wegen abgesetzt werden konnte, bei einer parlamentarischen Verantwortlichkeit als lex imperfecta dazu, dass zumindest keine rechtliche Verpflichtung zum Rücktritt bestand.
Doch die Ministeranklage war nur eine Sicherung der Ministerverantwortlichkeit im Extremfall. Nicht der Rechtsstaat, sondern das Wesen des konstitutionellen Systems wurde in den Debatten angeführt. Das Parlament hatte noch andere Pfeile im Köcher wie die Interpellation. Die Nationalversammlung wollte aber nicht so weit gehen, dass der Kaiser beim Ernennen der Minister nur dem Parlamentswillen zu folgen hätte. Er sollte selbst bei eindeutigen Mehrheiten die Initiative zur Ernennung der Minister haben. Eine absolute Parlamentsherrschaft wurde von der Nationalversammlung genauso abgelehnt wie die Despotie eines Einzelnen.

## Norddeutscher Bund und Kaiserreich

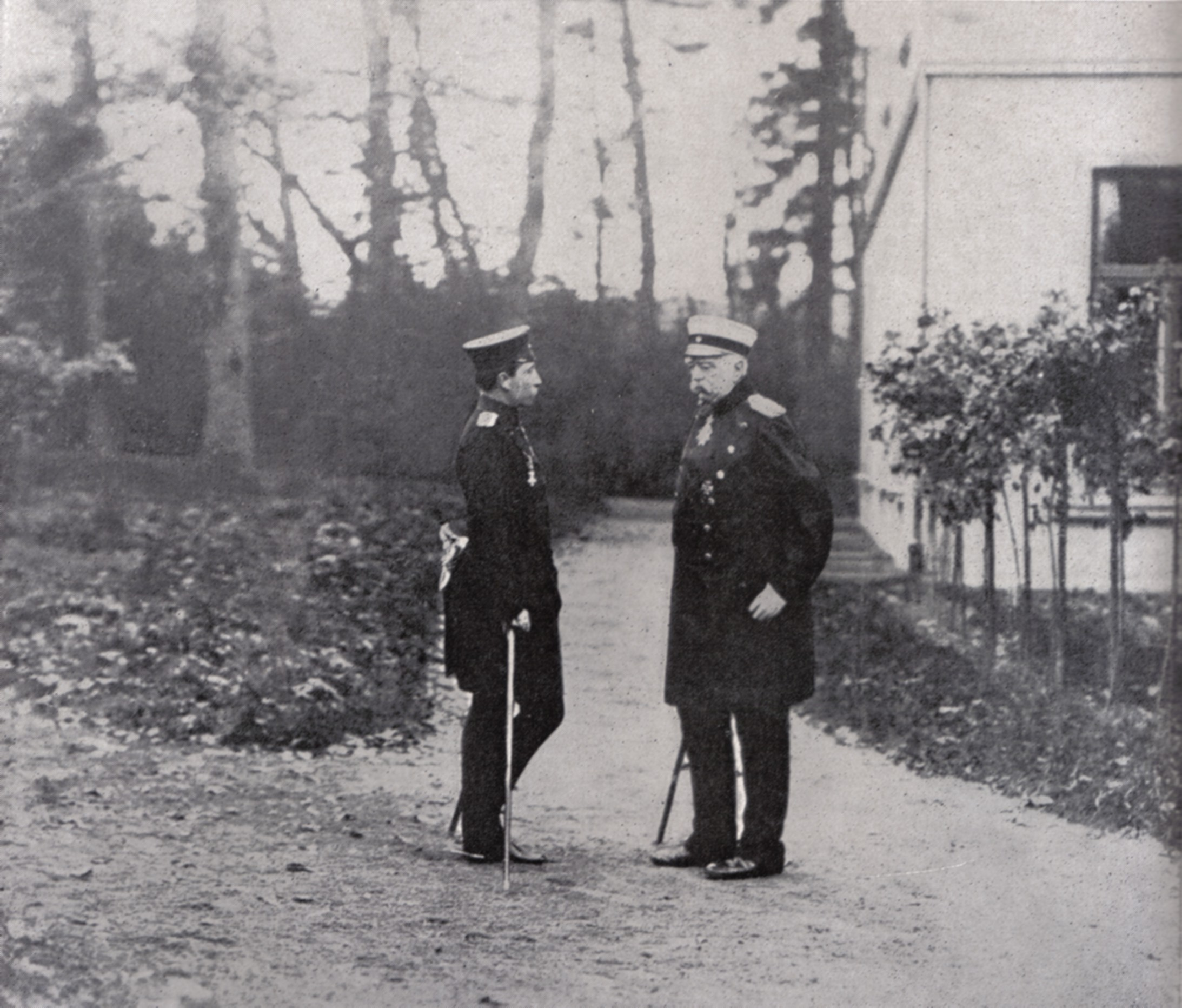
Kaiser Wilhelm II. und Reichskanzler Otto von Bismarck, 1888. Der Reichskanzler wurde vom Kaiser nach eigenem Ermessen ernannt und entlassen. Wilhelm entließ Bismarck 1890, zum Anlass nahm er Verluste der regierungsfreundlichen Parteien bei der Reichstagswahl.

Die Verfassung des Norddeutschen Bundes bzw. des Kaiserreichs (1867/71) sah in Art. 17 Satz 2 vor, dass alle Akte des Bundespräsidiums bzw. des Kaisers vom Reichskanzler gegengezeichnet und damit verantwortet wurden. Es fehlten allerdings (wie auch in den meisten anderen Verfassungen der Welt) Angaben darüber, wie sich diese Verantwortlichkeit auswirkte. Es blieb juristisch unklar, ob das Parlament die Regierung kontrollieren durfte. Die Verfassung sah auch nicht vor, dass das Parlament Regierungsmitglieder vorladen und befragen durfte. In der Praxis allerdings kam dies vor, da Reichskanzler Bismarck durchaus eine politische Pflicht darin sah, zu antworten. Dennoch meinte er, dem Parlament stehe es nicht zu, beispielsweise die Entlassung eines Regierungsmitglieds zu fordern.
Mit der Zeit baute der Reichstag seinen Einfluss aus, etwa 1912 mit der Kleinen Anfrage, wodurch einzelne Regierungsmitglieder über ihre Geschäftsführung befragt werden konnten. Im Ersten Weltkrieg kam es dann zu parlamentarischen Regierungen: Georg von Hertling (Oktober 1917 bis Oktober 1918) von der Zentrumspartei stellte sein Kabinett nach Beratungen mit den Mehrheitsfraktionen zusammen, ebenso wie Max von Baden (Oktober/November 1918).
Die Mehrheitsfraktionen wollten die parlamentarische Regierungsweise verfassungsmäßig absichern; außerdem verlangten die Vereinigten Staaten von Amerika demokratische Reformen in Deutschland, bevor sie einem Waffenstillstand zustimmen würden. Diese Oktoberreformen, zwei Gesetze vom 25. und 26. Oktober 1918, fügten unter anderem in Art. 15 der Reichsverfassung hinzu:
(3) Der Reichskanzler bedarf zu seiner Amtsführung des Vertrauens des Reichstags.
(4) Der Reichskanzler trägt die Verantwortung für alle Handlungen von politischer Bedeutung, die der Kaiser in Ausübung der ihm nach der Reichsverfassung zustehenden Befugnisse vornimmt.
(5) Der Reichskanzler und seine Stellvertreter sind für ihre Amtsführung dem Bundesrath und dem Reichstag verantwortlich.
Dem Historiker Manfred Rauh zufolge waren die Änderungen entweder überflüssig, weil sich der Parlamentarismus schon durchgesetzt hatte, bzw. eine „Maskerade“ für das Ausland. Oder sie waren gefährlich, weil der Parlamentarismus noch nicht stabil war, weil wechselnde Koalitionen jederzeit den Kanzler stürzen konnten. Dies habe das Verantwortungsbewusstsein der Fraktionen nicht geschult.
Wichtiger war es (und so sahen es auch die Mehrheitsparteien), die Verhältnisse in Preußen zu ändern und die Reichsregierung aus der Bindung an den Bundesrat zu lösen. Das waren die eigentlichen Hindernisse zur Parlamentarisierung. Doch wie sich das politische System nach der geänderten Verfassung entwickelt hätte, muss offenbleiben: Bereits am 9. November 1918 setzte der Kanzler den Kaiser ab und übergab das Kanzleramt, ebenso verfassungswidrig, dem Sozialdemokraten Friedrich Ebert.

## Weimarer Republik und Bundesrepublik
Nach dem 9. November 1918 herrschte zunächst eine Übergangsordnung. Ein Rat der Volksbeauftragten war aus rechten und linken Sozialdemokraten zusammengesetzt, mit Friedrich Ebert als einem von zwei gleichberechtigten Vorsitzenden. Der Rat war sowohl als Exekutive als auch als Legislative tätig und bezog seine Legitimation aus dem revolutionären Volk, vertreten durch die Arbeiter- und Soldatenräte. Formell verantwortlich war der Rat der Volksbeauftragten aber niemandem. Daneben blieben die Leiter der Reichsbehörden (modern gesprochen: die Minister) im Amt und befolgten die Anweisungen des Rates. Der Reichstag trat nicht mehr zusammen, die entsprechende Bitte des Reichstagspräsidenten hat der Rat einfach ignoriert.
Laut Weimarer Verfassung vom 11. August 1919 erhielten Reichskanzler und Reichsminister Verantwortlichkeit für ihre jeweiligen Aufgabenbereiche; es gab keine kollektive Verantwortung. Sie brauchten das Vertrauen des Reichstags für ihre Amtsführung, obwohl sie vom Reichspräsidenten ernannt (und entlassen) wurden. Der Reichstag konnte auch einzelnen Reichsministern das Misstrauen aussprechen. Julia Wuttke: „Damit wurde die Kontrolle der Regierung von einem Ausgleich für die fehlende Verantwortlichkeit des Monarchen zu einem Mittel der gegenseitigen Gewaltenkontrolle im parlamentarischen System.“

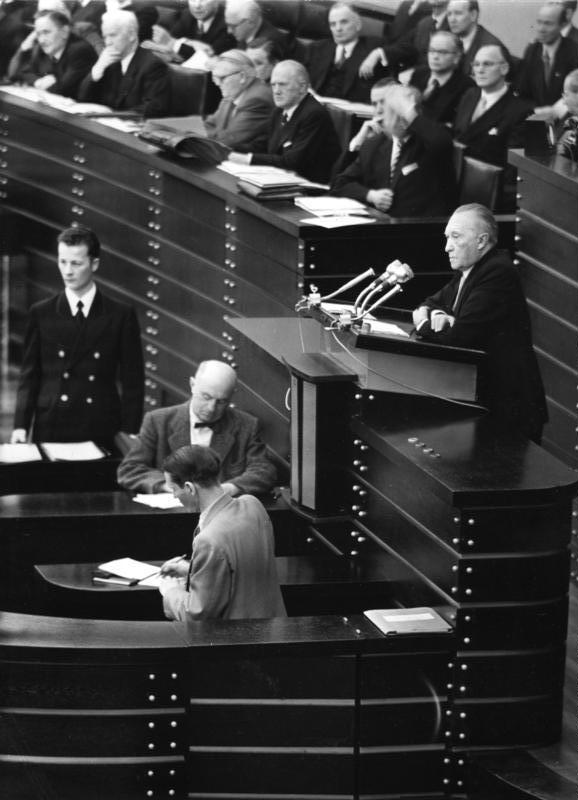
Bundeskanzler Konrad Adenauer im Bundestag, 1954

Wie in der konstitutionellen Monarchie konnte der Reichspräsident jedoch den Reichskanzler entlassen, und der Reichskanzler war ihm gegenüber rechenschaftspflichtig. Der Reichskanzler war also doppelt politisch verantwortlich, obwohl der Reichspräsident eigentlich eine unparteiische Rolle spielen sollte. Da der Reichstag im Laufe der Zeit unfähig wurde, eine stabile Regierungsmehrheit zu bilden, wurde die Rolle des Reichspräsidenten immer mehr im Sinne der konstitutionellen Monarchie interpretiert. Dies führte letztlich zu den sogenannten Präsidialkabinetten, die der Reichspräsident nach eigenem Ermessen ernannte und abberief.
Im Parlamentarischen Rat achtete man 1948/1949 darauf, die Kontrollrechte des Parlaments zu stärken, aber auch für eine stabilere Regierung zu sorgen. Der Bundestag kann daher keine einzelnen Minister stürzen, sondern nur den Kanzler auswechseln (durch das konstruktive Misstrauensvotum) und damit die gesamte frühere Regierung stürzen. Das Grundgesetz erwähnt das Prinzip der parlamentarischen Verantwortung nicht ausdrücklich, gibt aber dem Bundestag die Mittel zur Regierungskontrolle an die Hand. Eingeschränkt wird die Kontrollarbeit des Parlaments nur, sobald der Kernbereich exekutiver Tätigkeit berührt wird.

## Quelle
- Entwurf eines Gesetzes über Verantwortlichkeit der Reichsminister (Auszug) vom 18. August 1848. In: Jörg-Detlef Kühne: Die Reichsverfassung der Paulskirche. Vorbild und Verwirklichung im späteren deutschen Rechtsleben. Habil. Bonn 1983, 2. Auflage, Luchterhand, Neuwied 1998 (1985), S. 613–615.

## Belege
1. ↑  Julia Wuttke: Die Verantwortlichkeit von Regierungsmitgliedern in Deutschland und Frankreich. Carl Heymanns Verlag, Köln 2005, S. 8/9.
2. ↑  Julia Wuttke: Die Verantwortlichkeit von Regierungsmitgliedern in Deutschland und Frankreich. Carl Heymanns Verlag, Köln 2005, S. 9/10, 12.
3. ↑  Manfred Botzenhart: Deutscher Parlamentarismus in der Revolutionszeit 1848-1850. Droste Verlag, Düsseldorf 1977, S. 170–173, 177.
4. ↑  Manfred Botzenhart: Deutscher Parlamentarismus in der Revolutionszeit 1848-1850. Droste Verlag, Düsseldorf 1977, S. 177/178.
5. ↑  Manfred Botzenhart: Deutscher Parlamentarismus in der Revolutionszeit 1848-1850. Droste Verlag, Düsseldorf 1977, S. 179/181.
6. ↑  Manfred Botzenhart: Deutscher Parlamentarismus in der Revolutionszeit 1848-1850. Droste Verlag, Düsseldorf 1977, S. 180/181.
7. ↑  Manfred Botzenhart: Deutscher Parlamentarismus in der Revolutionszeit 1848-1850. Droste Verlag, Düsseldorf 1977, S. 180/182.
8. ↑  Manfred Botzenhart: Deutscher Parlamentarismus in der Revolutionszeit 1848-1850. Droste Verlag, Düsseldorf 1977, S. 183, 185/186.
9. ↑  Manfred Botzenhart: Deutscher Parlamentarismus in der Revolutionszeit 1848-1850. Droste Verlag, Düsseldorf 1977, S. 191/192, 656.
10. ↑  Manfred Botzenhart: Deutscher Parlamentarismus in der Revolutionszeit 1848-1850. Droste Verlag, Düsseldorf 1977, S. 647–649, 655.
11. ↑  Manfred Botzenhart: Deutscher Parlamentarismus in der Revolutionszeit 1848-1850. Droste Verlag, Düsseldorf 1977, S. 655/656.
12. ↑  Jörg-Detlef Kühne: Die Reichsverfassung der Paulskirche. Vorbild und Verwirklichung im späteren deutschen Rechtsleben. Habil. Bonn 1983, 2. Auflage, Luchterhand, Neuwied 1998 (1985), S. 459–461.
13. ↑  Jörg-Detlef Kühne: Die Reichsverfassung der Paulskirche. Vorbild und Verwirklichung im späteren deutschen Rechtsleben. Habil. Bonn 1983, 2. Auflage, Luchterhand, Neuwied 1998 (1985), S. 461/462.
14. ↑  Julia Wuttke: Die Verantwortlichkeit von Regierungsmitgliedern in Deutschland und Frankreich. Carl Heymanns Verlag, Köln 2005, S. 13–15.
15. ↑  Julia Wuttke: Die Verantwortlichkeit von Regierungsmitgliedern in Deutschland und Frankreich. Carl Heymanns Verlag, Köln 2005, S. 15/16.
16. ↑  Manfred Rauh: Die Parlamentarisierung des Deutschen Reiches, Droste Verlag, Düsseldorf 1977, S. 460/461.
17. ↑  Manfred Rauh: Die Parlamentarisierung des Deutschen Reiches, Droste Verlag, Düsseldorf 1977, S. 462.
18. ↑  Stefan Danz: Rechtswissenschaft und Revolution. Kontinuität von Staat und Rechtsordnung als rechtswissenschaftliches Problem, dargestellt am Beispiel der Novemberrevolution von 1918 in Deutschland. Verlag Dr. Kovač, Hamburg 2008, S. 50, 160.
19. ↑  Julia Wuttke: Die Verantwortlichkeit von Regierungsmitgliedern in Deutschland und Frankreich. Carl Heymanns Verlag, Köln 2005, S. 16/17.
20. ↑  Julia Wuttke: Die Verantwortlichkeit von Regierungsmitgliedern in Deutschland und Frankreich. Carl Heymanns Verlag, Köln 2005, S. 18/19.
21. ↑  Julia Wuttke: Die Verantwortlichkeit von Regierungsmitgliedern in Deutschland und Frankreich. Carl Heymanns Verlag, Köln 2005, S. 20, 41.